# Döbritschen
Döbritschen é um município da Alemanha, situado no distrito de Weimarer Land, no estado da Turíngia. Tem 8,33 km² de área, e sua população em 2019 foi estimada em 233 habitantes.